# Сент-Ипполит (Канталь)
Сент-Ипполи́т (фр. Saint-Hippolyte, окс. Sant Hippolyte) — коммуна во Франции, находится в регионе Овернь. Департамент — Канталь. Входит в состав кантона Рьом-э-Монтань. Округ коммуны — Морьяк.
Код INSEE коммуны — 15190.
Коммуна расположена приблизительно в 410 км к югу от Парижа, в 70 км юго-западнее Клермон-Феррана, в 40 км к северо-востоку от Орийака.

## Население
Население коммуны на 2008 год составляло 112 человек.
| 1962 | 1968 | 1975 | 1982 | 1990 | 1999 | 2008 |
| ---- | ---- | ---- | ---- | ---- | ---- | ---- |
| 189  | 235  | 209  | 149  | 140  | 122  | 112  |

## Экономика
В 2007 году среди 70 человек в трудоспособном возрасте (15—64 лет) 49 были экономически активными, 21 — неактивными (показатель активности — 70,0 %, в 1999 году было 60,8 %). Из 49 активных работали 46 человек (27 мужчин и 19 женщин), безработных было 3 (2 мужчин и 1 женщина). Среди 21 неактивных 4 человека были учениками или студентами, 11 — пенсионерами, 6 были неактивными по другим причинам.

## Достопримечательности
- Церковь Сент-Ипполит (XI век). Памятник истории с 1934 года[3]

## Фотогалерея
- Церковь Сент-Ипполит
- Интерьер церкви Сент-Ипполит
- Карта коммуны